# シグナス CRS OA-6
シグナス CRS OA-6はNASAとオービタルATK社（現ノースロップ・グラマン・イノベーション・システムズ社）の間で締結された商業補給サービス契約に基づき打ち上げられた無人宇宙補給機 シグナスの6番目（国際宇宙ステーションへの補給は5回目）の飛行ミッションである。
このミッションで打ち上げられたシグナス補給船は、NASAの宇宙飛行士リック・ハズバンドにちなんでS.S.Rick Husband と名付けられた。

## 歴史
2013年9月に商業軌道輸送サービスの実証飛行が成功し、オービタルATK社は商業補給サービス計画に基づき2014年中に2回のISS補給ミッションを請け負うことになった。しかし、3回目の打ち上げとなるシグナス CRS Orb-3はアンタレス130ロケットが離床直後に爆発したため失敗に終わってしまった。オービタルATK社はAJ-26 62エンジンを使用するアンタレス100シリーズを廃止して、第1段エンジンに新規に製作されたRD-181エンジンを搭載して信頼性の向上とペイロードの増加を図ったアンタレス200シリーズにアップデートすることを決定した。
アンタレス200の開発は2015年から2016年にかけて進められたため、オービタルATK社は代替策としてユナイテッド・ローンチ・アライアンス社との間でアトラスVロケットを用いたシグナス補給船の打ち上げ契約を結んだ。シグナス CRS OA-4は2015年12月6日に打ち上げられ、続いて当機が2016年3月23日に打ち上げられることになった。
オービタルATK社はアンタレス230ロケットを用いて2016年第3四半期にCRS OA-5、2016年第4四半期にCRS OA-7を打ち上げる計画である。CRS OA-6と合わせたこれら3機の打ち上げで、オービタルATK社は商業輸送サービス契約に基づく輸送義務を完了する予定である。
シグナス補給船の製造・組立はバージニア州ダレスで行われた。シグナスのサービスモジュールは射場で与圧貨物モジュールと結合され、運用はダレスとヒューストンの管制センターで行われた。

## 打ち上げ
2016年3月23日03:05:52（UTC）にアトラスVロケットにより低軌道に打ち上げられた。飛行中にロケット第1段に異常が発生したため、予定より約5秒早く燃焼が停止した。しかし、予備の燃料を使用して第2段セントールを予定より1分ほど長く燃焼させることでシグナスを問題なく軌道に投入することができた。一方で、第2段の軌道離脱には成功したものの、予定した場所に落下させるのに十分な噴射精度が出せなかった。これは、8年以上にわたるアトラスVロケットの歴史において初めてユナイテッド・ローンチ・アライアンス社が公式に確認した不具合であった。

## 宇宙船
OA-6はオービタルATK社とNASAとの間で締結された商業補給サービス契約において10回中5回目にあたり、シグナス拡張型としては2回目のフライトである。2016年3月にアトラスVを用いてNOAAの静止気象衛星GOES-Rの打ち上げが予定されていたが、計画遅延により10月に延期されたため、同じアトラスVを利用するOA-6がOA-5よりも先に打ち上げ機会を得ることになり、2016年3月23日に打ち上げられた。
このミッションで打ち上げられたシグナス補給船には、オービタル・サイエンシズの慣習に従い、NASAの宇宙飛行士リック・ハズバンドにちなんでS.S. Rick Husbandの名が与えられた。彼は2003年のコロンビア号空中分解事故（STS-107）の際、機長を務めていた。

## 打ち上げ要目
総重量: 3,513 kg (7,745 lb)
- クルー向け補給品：1,139キログラム (2,511 lb)
- ISS資機材：1,108キログラム (2,443 lb)
- 科学研究資機材：777キログラム (1,713 lb)
- コンピュータ機器：98キログラム (216 lb)
- 宇宙遊泳用機材：157キログラム (346 lb)

ISSから放出する衛星としてDiwata-1を搭載していた。

## Saffire-1
Saffire-1は国際宇宙ステーションへの補給を終えたCRS OA-6を利用して、宇宙空間における可燃物の挙動および火炎伝播の研究を行うNASAの実験計画である。補給船内部に各種センサやカメラを取り付け、20分間に渡り火炎の様子を記録することにより、宇宙機や宇宙飛行士の装備品に用いられる超軽量素材にどの程度の耐火性が求められるかを確認する。その後、OA-6は大気圏に突入して処分された。

## 今後のミッション
OA-6の後、NASAは2016年7月6日にOA-5、同年12月30日にOA-7を打ち上げる計画であった。さらに、商業輸送サービスの追加契約が結ばれ、2017年6月12日にOA-8E、2017年後半にOA-9E、2018年にOA-10Eを打ち上げることになった。ただし、2017年前半にはスペースXとボーイングが初の国際宇宙ステーションへの有人商業飛行を計画しているため、予定は流動的である。